# Gymnosporia diversifolia
Gymnosporia diversifolia är en benvedsväxtart som beskrevs av Carl Maximowicz. Gymnosporia diversifolia ingår i släktet Gymnosporia och familjen Celastraceae. Inga underarter finns listade.